# Apolysis andalusiaca
Apolysis andalusiaca är en tvåvingeart som först beskrevs av Gabriel Strobl 1898.  Apolysis andalusiaca ingår i släktet Apolysis och familjen svävflugor.
Artens utbredningsområde är Spanien. Inga underarter finns listade i Catalogue of Life.